# デュラス 愛の最終章
『デュラス 愛の最終章』（デュラス あいのさいしゅうしょう、Cet Amour-là）は、2001年のフランス映画。
デュラスの最後の愛人であるヤン・アンドレアの著作『デュラス あなたは僕を（本当に）愛していたのですか』を元にした作品であり、マルグリット・デュラスとの16年間の愛を綴った内容であり、デュラスを演じるのは『愛人/ラマン』でもナレーションを務め、デュラスと親交のあったジャンヌ・モロー。

## キャスト
| 役名                   | 俳優                       |
| ---------------------- | -------------------------- |
| マルグリット・デュラス | ジャンヌ・モロー           |
| ヤン・アンドレア       | エーメリック・ドゥマリニー |
| スモックを着た女性     | クリスティーヌ・ロラート   |